# Noblella duellmani
Espèce
Synonymes
- Phyllonastes duellmani Lehr, Aguilar & Lundberg, 2004

Statut de conservation UICN

 DD  : Données insuffisantes
Noblella duellmani est une espèce d'amphibiens de la famille des Craugastoridae.

## Répartition
Cette espèce est endémique de la province de Pasco dans la région de Pasco au Pérou. Elle se rencontre entre 3 555 et 3 950 m d'altitude dans le district de Paucartambo.

## Étymologie
Cette espèce est nommée en l'honneur de William Edward Duellman.

## Publication originale
- Lehr, Aguilar & Lundberg, 2004 : A new species of Phyllonastes from Peru (Amphibia, Anura, Leptodactylidae). Journal of Herpetology, vol. 38, no 2, p. 214-218.